# Chief Scout
Pour l’article homonyme, voir chef scout.
Le Chief Scout (en français Chef scout) est le chef de The Scout Association, la principale association de scoutisme au Royaume-Uni. Le Chef Scout actuel se nomme Dwayne Fields.

## Liste des Chief Scout
1. 1920 - 1941 : Robert Baden-Powell, Chief Scout du monde (World Chief Scout)
2. 1942 - 1945 : Arthur Somers-Cocks, Chief Scout de l'Empire Britannique
3. 1945 - 1959 : Thomas Corbett (en), Chief Scout du Commonwealth et de l'Empire Britannique
4. 1959 - 1971 : Charles Maclean, Chief Scout du Commonwealth[1]
5. 1972 - 1982 :  William Gladstone, Chief Scout du Royaume-Uni et de l'Outre-Mer
6. 1982 - 1988 : Michael Walsh (en), Chief Scout du Royaume-Uni et de l'Outre-Mer
7. 1988 - 1996 : Garth Morrison (en), Chief Scout du Royaume-Uni et de l'Outre-Mer
8. 1996 - 2004 : George Purdy (en), Chief Scout du Royaume-Uni et de l'Outre-Mer
9. 2004[2] - 2009 : Peter Duncan, Chief Scout du Royaume-Uni et de l'Outre-Mer
10. 2009[3] - 2024 : Bear Grylls, Chief Scout du Royaume-Uni et de l'Outre-Mer
11. Depuis 2024[4] : Dwayne Fields